# Smiljevac (Lopare, BiH)
Smiljevac je naseljeno mjesto u sastavu općine Lopare, Republika Srpska, BiH.

## Stanovništvo
| Smiljevac          |              |
| godina popisa      | 1991.        |
| Srbi               | 149 (97,99%) |
| Muslimani          | 0            |
| Hrvati             | 0            |
| Jugoslaveni        | 2 (1,34%)    |
| ostali i nepoznato | 1 (0,67%)    |
| ukupno             | 149          |